# Gemeindejugendwerk

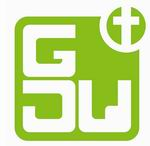
Logo des Gemeindejugendwerkes

Das Gemeindejugendwerk (GJW) ist für die Kinder-, Jungschar-, Teenie-, Jugend- und Pfadfinderarbeit des Bundes Evangelisch-Freikirchlicher Gemeinden in Deutschland K.d.ö.R. verantwortlich. Es bildet ebenso den "Dienstbereich Kinder und Jugend" im Bund Evangelisch-Freikirchlicher Gemeinden.
Das Gemeindejugendwerk betreut über 30.000 Kinder und Jugendliche in ca. 2.100 Gruppen mit mehr als 5.000 ehrenamtlichen Mitarbeitern in den einzelnen Gemeinden. Die Bundesgeschäftsstelle befindet sich in  Wustermark-Elstal bei Berlin. Vorsitzende des GJW-Bundesvorstands ist Jennifer Aworour.

## Organisation
Das Gemeindejugendwerk ist in einem Bundesverband und Landesverbänden organisiert. 
Die inhaltliche Arbeit des Gemeindejugendwerkes gliedert sich entsprechend der Zielgruppen in Abteilungen für Kinder, Jungschar, Teenager, Jugend und Pfadfinder. Schulungs- und Fortbildungsmaßnahmen auf Bundesebene werden von der GJW-Akademie, auf Landesebene von den Landesgeschäftsstellen koordiniert. Unter anderem werden JULEICA-Kurse unter dem Label "M-Kurs" durchgeführt.  
Verantwortet wird die Arbeit des Gemeindejugendwerkes von der zweimal im Jahr stattfindenden GJW-Bundeskonferenz, an der Delegierte aus allen Gemeindejugendwerken teilnehmen. Alle drei Jahre wählt die Bundeskonferenz als Leitungsgremium den Bundesvorstand, dieser übernimmt die Steuerung der Arbeit.

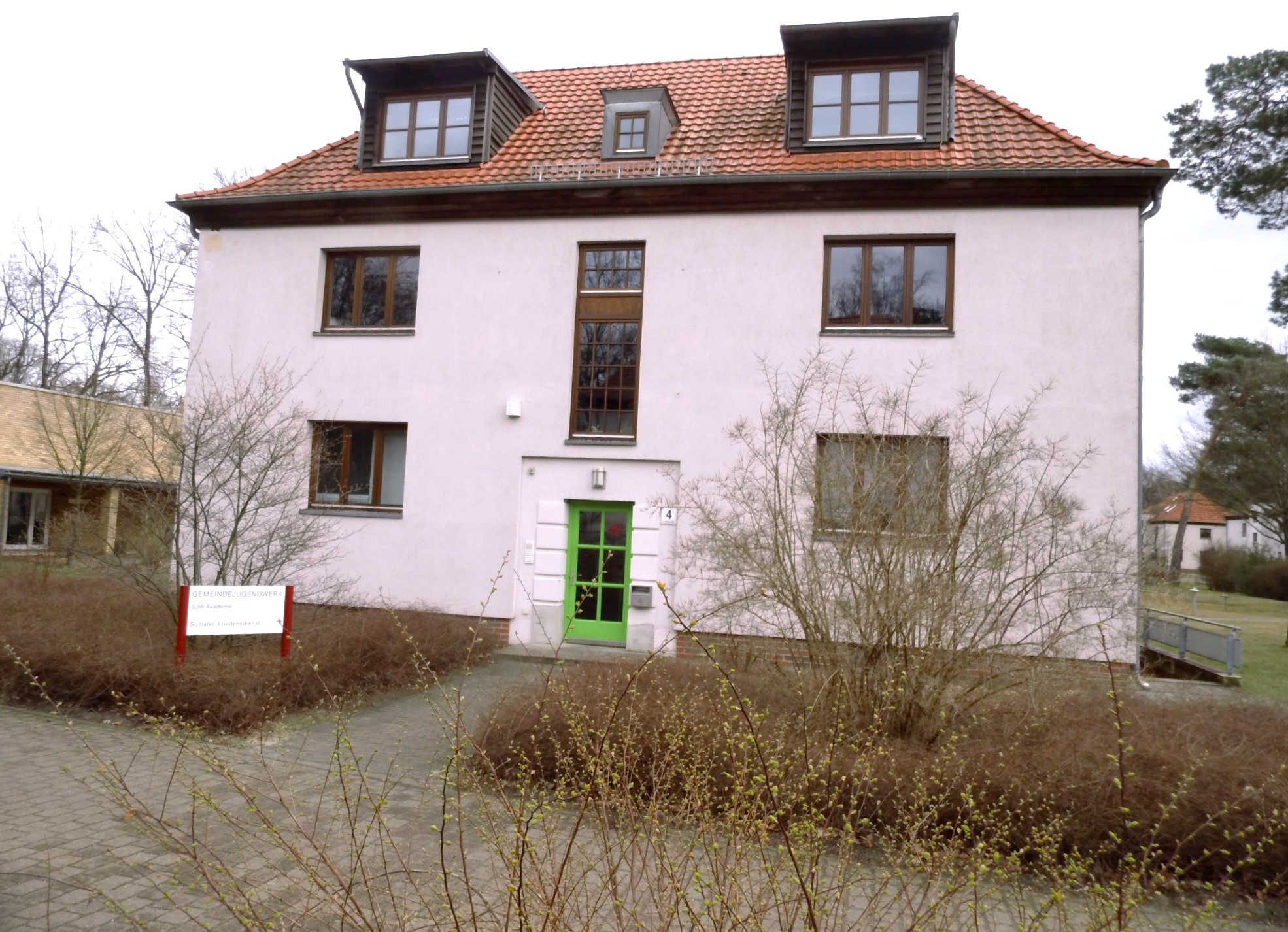
Verwaltungsgebäude des GJW in Wustermark-Elstal

Neben der Bundesgeschäftsstelle gibt es in Deutschland 12 regionale Gemeindejugendwerke. Ihre jeweiligen Standorte sind in Klammern hinzugefügt.
| - GJW Bundesgeschäftsstelle (Wustermark-Elstal) - GJW Baden-Württemberg (Aichwald-Aichschieß) | - GJW Bayern (Puchheim) - GJW Berlin-Brandenburg (Berlin) - GJW Hessen-Siegerland (Fronhausen-Hassenhausen) | - GJW Mecklenburg-Vorpommern (Neustrelitz) - GJW Niedersachsen.Ostwestfalen.Sachsen-Anhalt (Hannover) - GJW Norddeutschland (Pinneberg) | - GJW Nordwestdeutschland (Oldenburg) - GJW Nordrhein-Westfalen (Essen) - GJW Sachsen (Stollberg) | - GJW Südwestdeutschland (Ingelheim am Rhein) - GJW Thüringen (Weimar) |

## Veranstaltungen
Regional und deutschlandweit angebotene Veranstaltungen wie Freizeiten und Schulungen werden jährlich im GJW-Jahresprogramm publiziert. 
Größte regelmäßige Einzelveranstaltung ist das alle 2–3 Jahre stattfindende Bundesjugendtreffen (BUJU) mit ca. 2000 Teilnehmern.
Mit Unterstützung des Gemeindejugendwerkes fand 2008 die internationale baptistische Welt-Jugendkonferenz Dive Deeper in Leipzig statt.

## Publikationen
Gemeindejugendwerk des Bundes Evangelisch-Freikirchlicher Gemeinden in Deutschland K.d.ö.R. (Hg.), Gemeindejugendwerk. Wer wir sind, Wustermark 2013.